# Тиханович, Александр Григорьевич
Алекса́ндр Григо́рьевич Тихано́вич  (бел. Аляксандр Рыгоравіч Ціхановіч; 13 июля 1952, Минск, Белорусская ССР, СССР — 28 января 2017, там же, Республика Беларусь) — советский и белорусский эстрадный певец, актёр. Народный артист Беларуси (2006). Участник ансамбля «Верасы» (1973—1986).

## Биография
Родился в 1952 году в Минске. Учился в Суворовском училище. По воспоминаниям Тихановича, учась во втором классе, начал посещать занятия в духовом оркестре, где играл на трубе, потому что это позволяло пропускать школьные уроки. Окончил Молодечненское государственное музыкальное училище им. М. К. Огинского и духовое отделение (труба) Белорусской консерватории. С 1973 года был участником популярного минского ВИА «Верасы». В ансамбле играл на бас-гитаре и трубе, исполнял вокальные партии. Участницей ансамбля «Верасы» была и Ядвига Поплавская, ставшая впоследствии женой А. Тихановича. В 1986 году Я. Поплавская и А. Тиханович ушли из «Верасов», а в 1987 году стали солистами только что организованного Государственного оркестра Белоруссии под управлением Михаила Финберга.
После победы на конкурсе «Песня-88» с песней «Счастливый случай» (музыка Эдуарда Ханка, слова Ларисы Рубальской) вместе с Поплавской создал дуэт с одноимённым названием. Позднее на основе дуэта «Счастливый случай» сформировалась одноимённая группа, в которой Тиханович играл на бас-гитаре и был вокалистом. Группа участвовала в фестивале «Золотая лира» (Белоруссия), гастролировала в России, Белоруссии, Болгарии, Чехословакии, Германии, Югославии, Польше, Венгрии, Финляндии, Франции, Канаде и Израиле. В 1988 году вместе с женой организовал Театр песни Ядвиги Поплавской и Александра Тихановича, впоследствии преобразованный в продюсерский центр Александра Тихановича и Ядвиги Поплавской, через студию которого прошло много молодых белорусских исполнителей — Александр Солодуха, группа «Ляпис Трубецкой», Никита Фоминых и др.
Сыграл главную роль в мелодраме «Яблоко Луны» (2009), которую снял Юрий Елхов по сценарию Георгия Марчука.
Скончался 28 января 2017 года от идиопатического фиброзирующего альвеолита на 65-м году жизни. Гражданская панихида прошла в Белорусской государственной филармонии. Литургия состоялась в храме Александра Невского. Похоронен с воинскими почестями на Восточном кладбище Минска. 28 января 2019 года, спустя два года после смерти, на его могиле был освящён памятник.

## Семья
- Жена — Ядвига Поплавская.
- Дочь — белорусская певица Анастасия Тиханович (род. 1980).
- Внук — Иван.

## Награды и звания
- Заслуженный артист Республики Беларусь (10 октября 1991 года)[9]
- Народный артист Беларуси (30 марта 2006 года)[10]
- Почётная грамота Национального собрания Республики Беларусь (31 марта 2006 года) — за значительный вклад в подготовку кадров работников отрасли культуры, постановку многочисленных высокопрофессиональных праздничных мероприятий[11]
- Орден Франциска Скорины (24 ноября 2016 года)[12]

## Дискография

### Альбомы ансамбля «Верасы»
- «Песни народов. Краткая антология советской песни»
- «Наша дискотека»
- «Музыка для всех»

Самые известные песни ансамбля: «Малиновка» (музыка Э. Ханка, слова А. Поперечного), «Я у бабушки живу» (музыка Э. Ханка, слова И. Шаферана), «Белый снег» («Завіруха») (музыка Э. Ханка, слова Г. Буравкина).

### Альбомы А.Тихановича и Я. Поплавской
- 1989 — «Счастливый случай» (Фирма Мелодия, LP)
- 1995 — «Музыка любви» (Фирма Мелодия; Эдди (Минск), LP)
- 1998 — «Жизнь — прекрасный миг» (Master Sound, CD)
- 2001 — «От „Малиновки“ и до…» (Эдди. CD)
- 2005 — «Давай сегодня встретимся» (новое и лучшее) (West Records)
- 2008 — «Любовь судьба» (West Records)
- 2016 — «Я иду к тебе» (новые песни и ремейки)

## Фильмография
| Год  |     | Название            | Роль                  |
| ---- | --- | ------------------- | --------------------- |
| 1983 | док | А также цирк        | участник ВИА «Верасы» |
| 1994 | ф   | Третий не лишний    | аниматор              |
| 2004 | с   | Небо в горошек      | игрок в казино        |
| 2006 | ф   | Рифмуется с любовью | камео                 |
| 2009 | ф   | Яблоко Луны         | Степан                |
| 2013 | с   | Она не могла иначе  | камео                 |
| 2013 | ф   | Притчи 4            | главный кредитор      |
| 2014 | ф   | Надо жить           | Михалыч               |
| 2016 | мтф | Танкист             | работник завода       |